# Iemke van Dijk
Iemke van Dijk (Wassenaar, 1969) is een Nederlandse kunstenares. Zij ontwierp onder meer eigentijdse glas-in-loodramen, passend bij de opstelling van een zeventiende-eeuwse schuilkerk in Museum De Lakenhal, Leiden.

## Biografie
Iemke van Dijk studeerde in 1987 vrije grafiek aan de Vrije Academie in Den Haag en vanaf 1988 aan de Academie voor Beeldende Kunsten Sint-Joost in Breda.  Tijdens haar eerste jaar aan de Academie Sint-Joost ontmoette zij haar latere echtgenoot, de kunstenaar Guido Winkler. De twee werden door hun passie voor abstracte, of beter concrete kunst bijeengebracht: "Op de kunstacademie kregen wij in de jaren tachtig al te horen, dat abstracte kunst verleden tijd is. Daar geloven wij geen snars van."
Na hun tijd op de academie verhuisde het echtpaar naar Leiden omdat ze graag in de Randstad wilden wonen. Sinds 1994 zijn zij werkzaam als kunstenaars. Sinds 2001 geeft Iemke van Dijk in Leiden ook tekencursussen bij het Leids Academisch Kunstcentrum LAK. Nadat de kunstenaars in de loop der jaren een groot internationaal netwerk hadden opgebouwd van kunstenaars die zich ook met concrete kunst of minimal art bezig houden, richtten zij in 2007 IS-Projects op. In totaal heeft IS-Projects in de eerste tien jaar van zijn bestaan meer dan dertig tentoonstellingen op verschillende locaties en met verschillende samenwerkingsverbanden gehad, waarmee meer dan 180.000 bezoekers zijn bereikt.
In 2017 werd in heel Nederland het honderdjarige jubileum gevierd van De Stijl, onder het motto: "Mondriaan tot Dutch Design. 100 jaar De Stijl". Het Museum De Lakenhal wilde daar ook een tentoonstelling aan besteden, omdat De Stijl in Leiden uitgebracht werd in 1917. Doordat toentertijd het museum vanwege restauratie gesloten was voor publiek, kregen kunstenaars en curatoren Iemke van Dijk en Guido Winkler de opdracht om een plan voor een "Openlucht Museum: 100 Jaar na De Stijl" te ontwerpen en te realiseren. Het curatorenteam selecteerde twintig internationale kunstenaars, die allen uit hun netwerk IS-Projects kwamen. Meta Knol (directeur Museum De Lakenhal van 2009 tot met 2020): "Een dergelijke synergie geeft kracht en uitstraling aan het culturele profiel van de stad.
Ook voor de zesde editie van Beelden in Leiden 2017 waren Iemke van Dijk en Guido Winkler uitverkoren als curatoren. De titel "Raakvlakken" verwijst naar het kenmerk van De Stijl, de strakke lijnen en primaire kleuren, maar ook ernaar dat de geselecteerde jonge kunstenaars een verwantschap met "De Stijl" hebben.
Mede doordat Van Dijk en Winkler naast kunstenaars ook initiatiefnemer voor internationale verbindingen met andere kunstenaars van Concrete kunst zijn, worden ze door Meta Knol als "culturele entrepreneurs" omschreven. Deze kracht zet zich voort in die door hun in 2020 opgerichte "Stichting EST art foundation". Deze stichting heeft als doel het stimuleren en onderzoeken van nieuwe ontwikkelingen binnen de concrete kunst. De eerste tentoonstelling van EST was tijdens de Kunstroute Leiden in 2020 te zien met de titel "Transmissie". In 2021 volgde de groepstentoonstelling Through the Looking glass.

## Over haar artistiek werk
De kunst van Iemke van Dijk is in de kern gebaseerd op de ideeën van De Stijl, Theo van Doesburg en aspecten van Minimal art. Tegelijkertijd integreert zij ook andere kunststromingen zoals proceskunst en spatialisme in haar werk: "In de fotografie of de beeldhouwkunst staan de ontwikkelingen toch ook niet stil. Ook de abstracte kunst ontwikkelt zich steeds verder door." Haar voornaamste interesse als kunstenaar is het proces van worden en vergaan van dingen. Dit aspect van haar werk wordt vooral duidelijk in haar video- en fotowerken, zoals de video "Adhesie", die bladeren toont die in water drijven, of de foto's die ze maakt, waarin ze objecten toont die in de overgang zijn naar verval, zoals foto's van afgebrand vuurwerk of de jaarlijkse plaag van rupsen in de bomen en struiken. Zij houdt zich altijd bezig met de momenten waarop orde oplost in chaos of chaotische elementen samenkomen om een nieuwe orde te vormen: "[...] ik was altijd bezig met thema's als zwaartekracht, groei en vergankelijkheid. Hoe gaan en ontstaan dingen. En daar lag dus van kleins af aan mijn fascinatie."
Van Dijks palet van artistieke expressie wordt uitsluitend bepaald door het effect dat zij wil bereiken. Zo gebruikt ze zowel fotografie als video's, maakt ze ruimtelijke installaties en schildert ze aquarellen. Net als bij De Stijl zijn ze niet bedoeld om voor iets anders te staan, maar verwijzen ze alleen naar zichzelf. Binnen haar brede scala aan expressieve mogelijkheden geeft van Dijk ook ruimte aan het toeval. In aquarellen, bijvoorbeeld, ontstaan vaak onverwachte en onvoorspelbare effecten: "Als ik een aquarel maak, waterverf op rijstpapier, dan schilder ik heel gestructureerd en gecontroleerd vlakken. Zodat je een stramien krijgt. Door de spanning in het papier gebeurt er van alles. Dingen die je niet in de hand hebt." Het meesterschap van de kunstenaar bestaat erin te kiezen in hoeverre het toeval te sturen.
Met het spatialisme deelt Iemke van Dijk het idee dat een kunstwerk nooit los bestaat van de ruimte eromheen. Zij werkt daarom vaak sitespecifiek. Haar doel is de integratie van het kunstwerk in de omringende architectuur op een zodanige wijze, dat men geen breuk waarneemt tussen de ruimte en het kunstwerk: "Ik houd ervan om kunstwerken te laten integreren in architectuur. Mijn werk mag aanwezig zijn zonder meteen te zeggen: 'Ik ben kunst'".  Vanuit haar studie grafische kunsten, waarin zij zich bezig hield met druktechnieken, ontwikkelde zij in de jaren tachtig een fascinatie voor de etskunst. Ook hier is het proces van het maken belangrijk. Je vernietigt eerst iets met zuur, om dan later tot het kunstwerk te komen.

### Voorbeelden van werken
In 2013 maakte Iemke van Dijk voor de groepstentoonstelling Leidse Kunstenaars in De Meelfabriek in opdracht van het Museum De Lakenhal een ruimtelijke installatie die intensief reageerde op het uiterlijk van de expositieruimte. In het gebouw zijn er van vroeger nog luiken in het plafond voor het meeltransport. Van Dijk spiegelde deze openingen naar de vloer. Die rechthoekige sjablonen omkaderde zij met witte spuitverf, waardoor de donkere rechthoeken een stralend aura kregen. Het resultaat lijkt op een reliëf dat boven de vloer zweeft en wekt de indruk als of er ook op de grond openingen voor het verdere transport van het meel zijn: het is haast een Trompe-l'oeil.
In 2016 ontwierp de kunstenaar een ruimtelijke installatie met kleine porseleinen platen van klei, die zij in een cirkelvormige opstelling op de vloer legde. De platen hadden verschillende grootte, van een à twee centimeter tot en met platen van vier à vijf centimeter. Afhankelijk van de tentoonstellingsruimte gebruikte zij meer of minder oppervlakte voor deze installatie. Op die manier kon zij het effect van de installatie precies afstemmen op de tentoonstellingsruimte in kwestie. De doorsnee van de cirkel was circa 3,5 meter en zij had in totaal bijna 1000 tegels tot haar beschikking. Deze installatie werd voor het eerst tentoongesteld in Arti et Amicitiae en was in 2019 te zien in twee musea in China, als onderdeel van de tentoonstelling De Stijl en de Toekomst: Tussen China en Europa.
In 2019 is Iemke van Dijk als een van tien kunstenaars gevraagd om een kunstwerk te creëren voor het Museum De Lakenhal, dat in die tijd werd gerenoveerd. Het museum herbergt ook een katholieke schuilkerk, die vroeger aan de Hooigracht stond en in 1926 naar het museum werd overgebracht. In deze zaal werden tijdens de renovatiewerkzaamheden drie grote ramen teruggevonden, waarvan men dacht dat ze al verloren waren. Voor deze ramen was haar opdracht bedoeld: drie glas-in-loodramen daarvoor te ontwerpen, die te maken hebben met de geschiedenis van de ruimte en van de stad Leiden. Hier komen veel elementen samen, die voor Van Dijk belangrijk zijn: De geschiedenis van de tijd in de 16e eeuw, toen er grote omwentelingen waren als gevolg van de Tachtigjarige Oorlog en het Leidens Ontzet. Chaos en (nieuwe) Orde staan hier centraal zoals ook in haar werk. Symbolisch hiervoor zijn de breuklijnen die in de ramen te zien zijn: "De breuklijnen verwijzen naar de scheuring tussen het katholieke en protestantse geloof, eind 16 eeuw." Toen de kunstenaar de kamer bezocht om er een idee van te krijgen, ontdekte zij dat de ingrepen van de architecten ertoe hadden geleid dat de voorheen donkere ruimte nu open en op de zon was gericht. Dit inspireerde haar om met precies deze lichtinval te werken: "En ook, dat het iets is wat je vanuit verschillende standpunten bekijkt, met verschillende lichtsituaties, want dat is wel iets, dat in mijn werk belangrijk is." De fascinatie van de kunstenaar voor het zichtbaar maken van veranderlijkheid resulteerde in gebruik van twee verschillende glassoorten voor haar drieluik. Het ene is melkglas, dat wit is, en het andere is facetglas: "[...] het facetglas wat bestaat uit een reliëf van kleine driehoekjes en dat houdt dus blijkbaar het licht tegen, doordat het het licht zo breekt, dat het uiteindelijk als schaduwpatroontjes op de muur komt. Op die manier kunnen bezoekers op verschillende momenten van de dag zeer verschillende lichtreflecties op de vloer waarnemen. Door deze door licht overspoelde ramen, krijgt de kamer zijn heilige atmosfeer terug. Het museum schrijft: "Ze [Iemke van Dijk] maakt een abstract ontwerp van grote eenvoud en sobere schoonheid, rekening houdend met de inval en verstrooiing van natuurlijk daglicht."

## Groepstentoonstellingen (selectie)
- 2002 Upwardly Mobile, Museum für Moderne Kunst (MMK), Frankfurt am Main, Duitsland
- 2002 Upwardly Mobile, Ludwig Museum Boedapest, Boedapest, Hongarije
- 2009 Qu’est-ce que le post-formalisme?, Paris Concret, Frankrijk
- 2013 Leidse kunstenaars in De Meelfabriek, Leiden, Nederland
- 2013 Doppler, Parallel Art Space, Ridgewood, Verenigde Staten
- 2014: Reliefreduktiv 2, Kunstverein Speyer, Duitsland
- 2014: Auf den Punkt, Raum2810, Bonn, Duitsland
- 2015: Tekenkabinet, Museum Waterland, Purmerend, Nederland
- 2015: Dopplershift, Visual Arts Center of New Jersey, Verenigde Staten
- 2016: Rhythm Section: Boogie-Woogie, Arti et Amicitiae, Amsterdam, Nederland
- 2018: Icons_Shift, Boelgakovhuis, Kiev, Oekraïne
- 2019: New Modern, RNOP Melbourne: The Road Paintings, Five Walls, Melbourne, Australië
- 2019: De Stijl and the Future: Between China and Europe, United Art Museum, Wuhan, en daarna in het Boxes Art Museum, Foshan, Volksrepubliek China
- 2019: The World of Icons, Voloshyn Gallery, Kiev,Oekraïne
- 2019: Breath, Museum St. Wendel, Duitsland
- 2021: Ars Video, Leiden, Nederland
- 2024: Immer geht es weiter, kunstplatvorm PIT in samenwerking met kunstforum T, Tilburg, Nederland

## Videografie (selectie)
- 2013: Iemke van Dijk Slow Freeze film,[18] 04' 18"
- 2019: Bericht over de glas-in-loodramen voor het gerenoveerde Museum De Lakenhal,[19] 07′ 58″
- 2020: Iemke van Dijk: Adhesie,[20] 02′ 21″